# Blåbrynad tangara
Blåbrynad tangara (Tangara cyanotis) är en fågel i familjen tangaror inom ordningen tättingar.

## Utseende
Blåbrynad tangara är en svart och turkosfärgad fågel, med ett tydligt blått ögonbrynsstreck och persikofärgad buk. Den kan förväxlas med grönglanstangaran, men det svarta på ansiktet är mycket mer utbrett och är sammanbundet med det svarta på ryggen.

## Utbredning och systematik
Blåbrynad tangara delas in i två underarter:
- Tangara cyanotis lutleyi – förekommer i Anderna i södra Colombia till östra Ecuador och östra Peru
- Tangara cyanotis cyanotis – förekommer i yungas i nordvästra Bolivia (La Paz och Cochabamba)

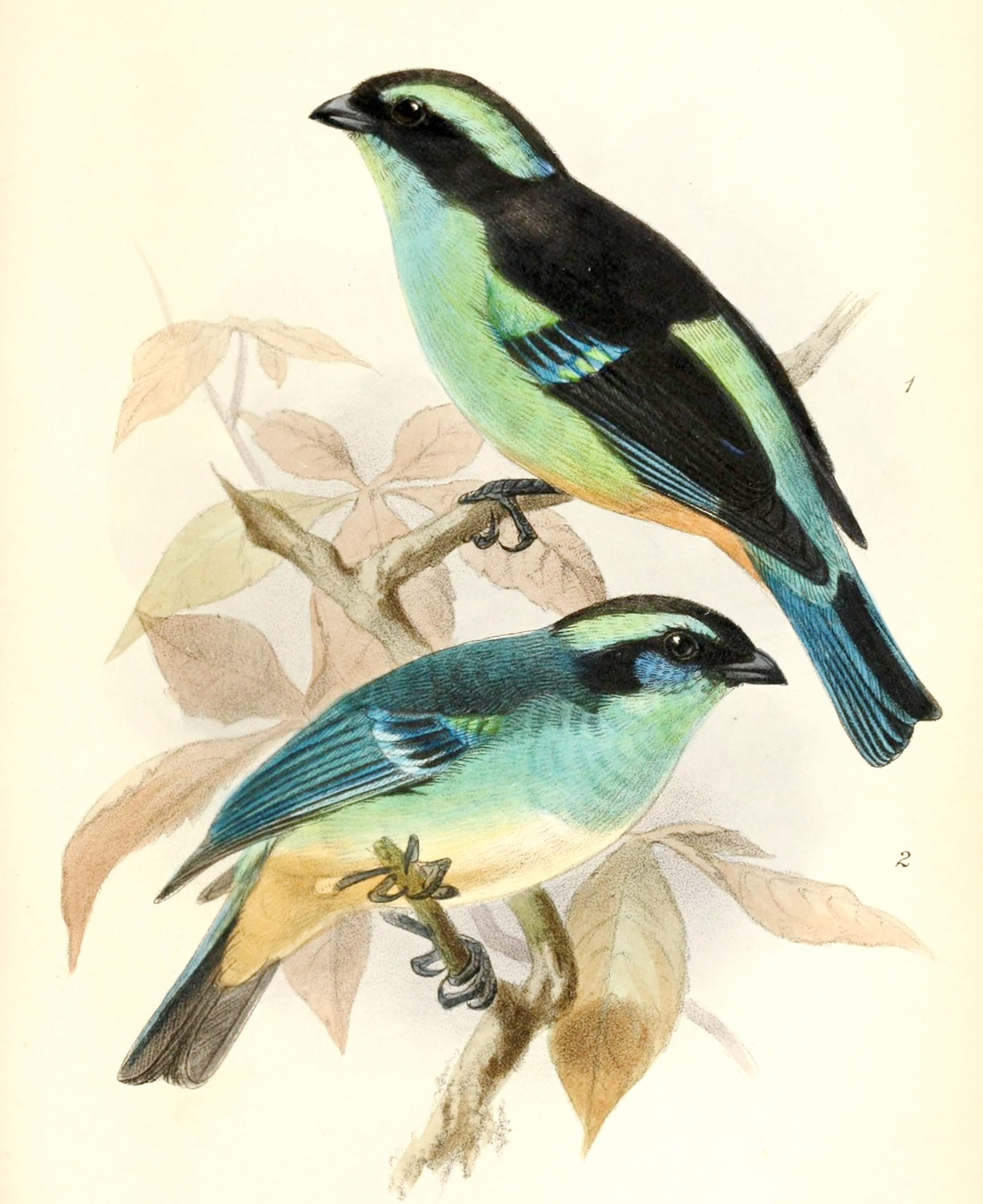

## Levnadssätt
Blåbrynad tangara är en fåtalig fågel som hittas i molnskog. Den födosöker i de mellersta och övre skikten av skogen och slår ofta följe med artblandade flockar.

## Status och hot
Arten har ett stort utbredningsområde, men tros minska i antal, dock inte tillräckligt kraftigt för att den ska betraktas som hotad. Internationella naturvårdsunionen IUCN listar arten som livskraftig (LC).